# 鉱員

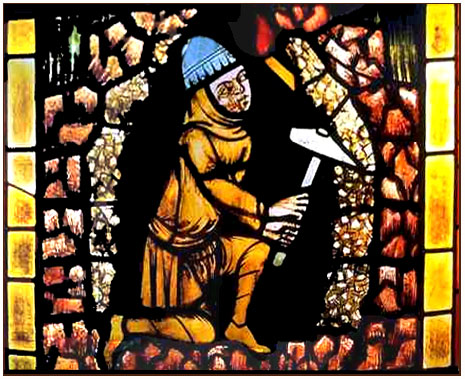
フライブルクの鉱員。ステンドグラス、1330年

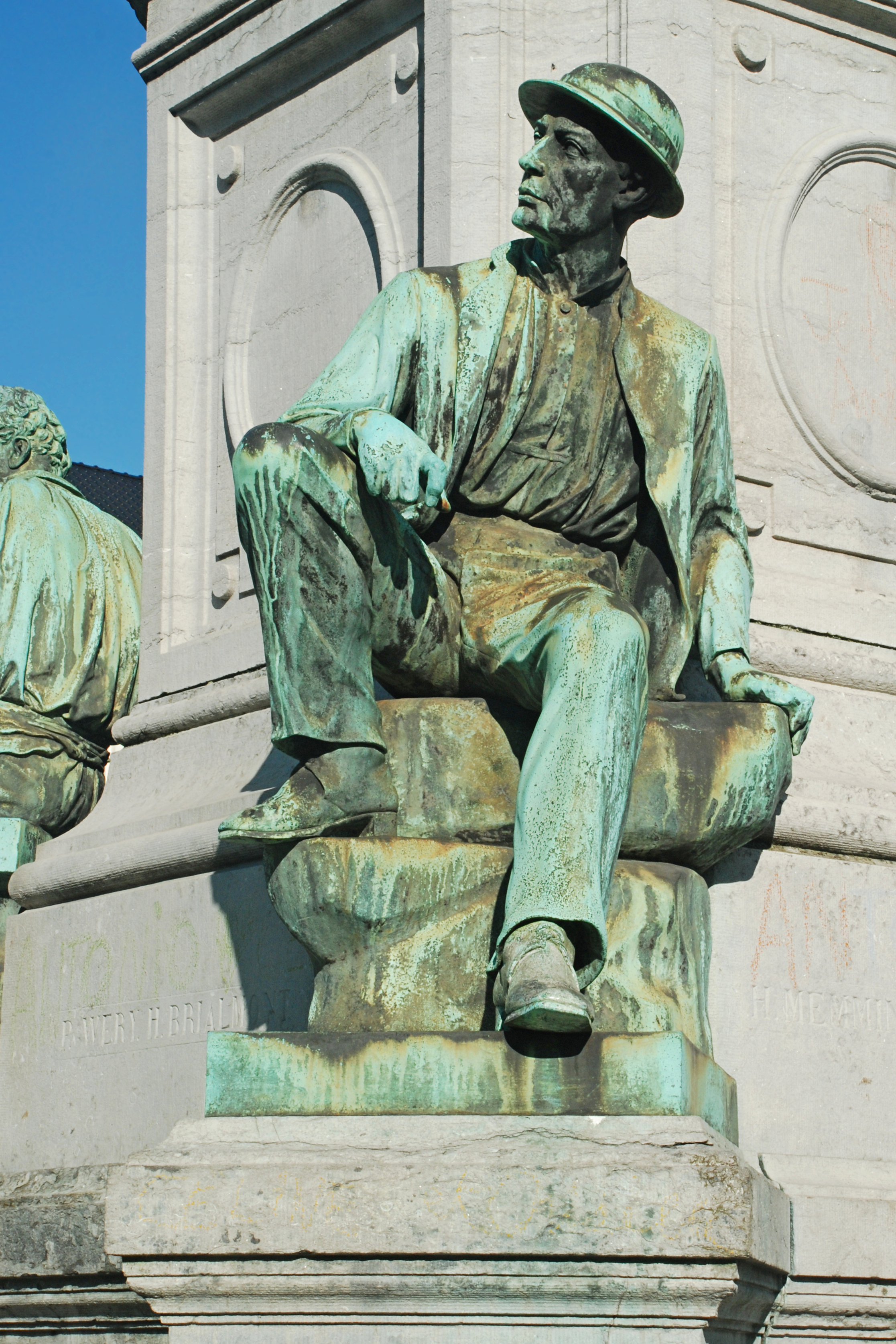
鉱山労働者の像（ブリュッセルのジョン・コックリルの記念碑の一部）

鉱員（こういん、英: miner）、坑夫、鉱夫、鉱山労働者とは、鉱石、石炭、石灰岩、粘土、その他の鉱物を採掘する労働者のこと。用語としては大きく2つの意味がある。狭義には、切羽（切場）と呼ばれる坑道内で鉱石を直接切り出す現場で、発破・掘削・採鉱と搬出といった作業を行う人間を指す。広義には文字通りの「鉱山の労働者」であり、切羽だけでなく鉱山で働くすべての人を指す。
採掘業は、世界で最も危険な産業分野の1つである。一部の国では、依然として鉱山労働者は社会保障に守られておらず、労働災害で負傷しても何の公的援助もなしに放置される可能性すらある。
鉱業に長年深くかかわっていた地域では、多くのコミュニティで、鉱業特定の道具や設備、意匠、音楽などの形で、さまざまな地域固有の文化が発展している。

## 役割
単に鉱員と言っても、実際には個人単位でそれぞれの採掘対象に応じた固有の業務に特化していることがある。切羽で働く狭義の鉱員に限っても、たとえば次のようなものがある。
- 先山 - 鶴嘴などで鉱石を切り崩す。Hewer、breaker、pickman、Collier。
- 後山 - 鉱石を運び出す
- ドリルマン - ドリルを使って発破用の穴を開ける
- カッターマン - ジブカッター、ドラムカッター等の採鉱採炭機の操作員

直接、切羽で掘進・削岩に携わる人間以外の広義の鉱員の仕事には次のものが含まれる。
- ローダー（「バンドマン」とも呼ばれる） - 坑道内の搬送車（トロッコ）に石炭を積み込む
- パター（「ドラッグマン」とも呼ばれる） - 鉱山の周囲で搬送車（トロッコ）を動かす。
- バローマン - 手押し車で切場から石炭を運ぶ
- Hurrier - coal drawer、coal thrusterとも。炭鉱から地表までトロッコで石炭を運ぶ
- 支柱夫 - 地下坑道の壁と天井を支えるために材木で柱などを建てる。Timbers。

地下で働く鉱員に加えて、鉱山全体では地上でも様々な仕事がある。各種の事務仕事に他に、鉱山によっては次のようなものがあるかもしれない。
- 巻上げ機（en:Winding engine）を操作する制動手（Brakesman）。
- 採掘された石炭に混ざっている不純物を取り除くブレーカー・ボーイ
- 落盤が発生した時に呼び出されて対処するEmergency Structure Engineer

## 現代の鉱員

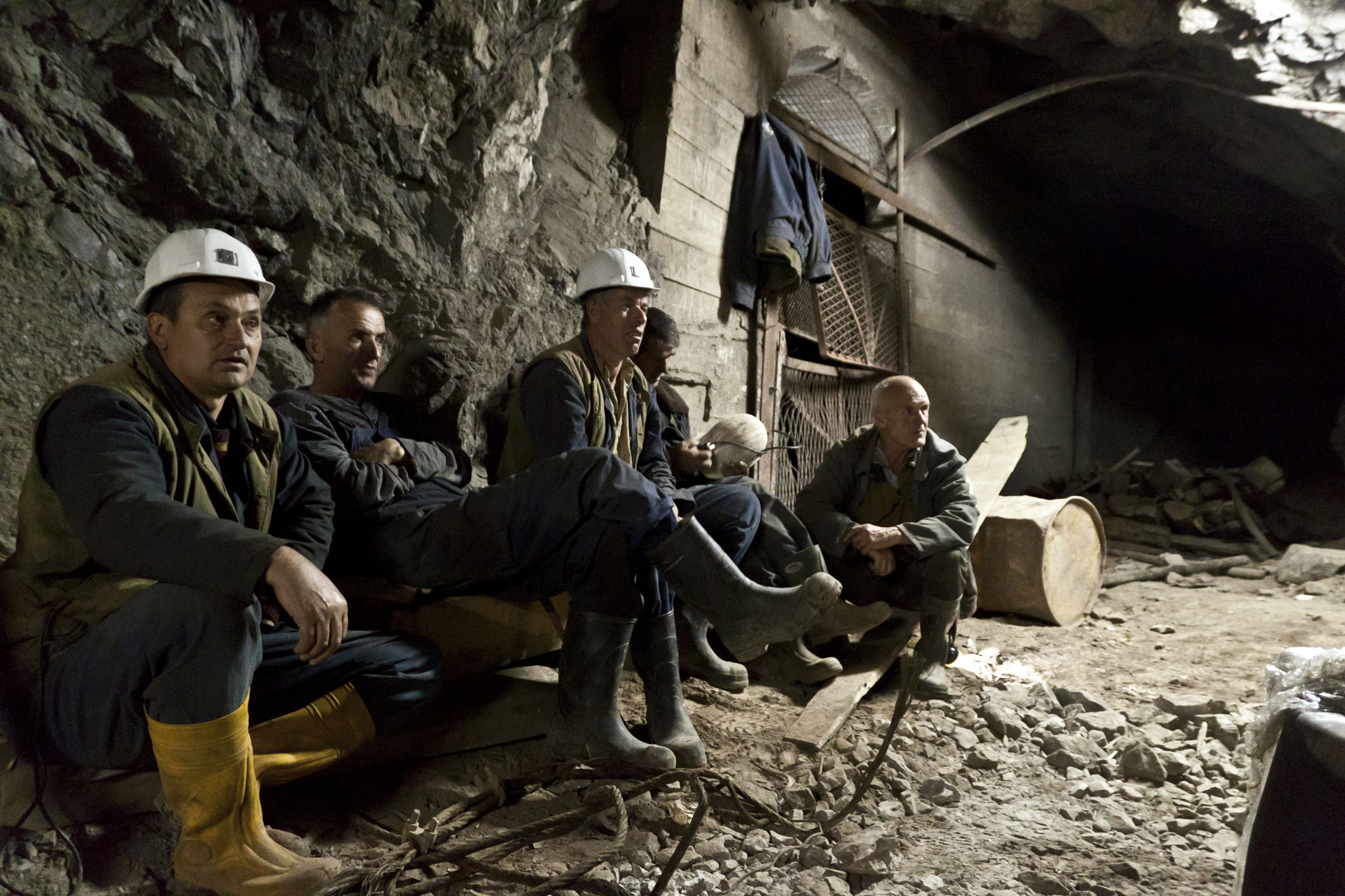
トレプチャ鉱山の鉱員。コソボのミトロビツァ、2011年

鉱山技師は、数学と科学を駆使して、鉱山で発生する技術的な問題を（経済的にも妥当な形で）解決する。ほとんどの場合、工学、鉱山工学、または地質工学の学士号が必要である。技術は絶えず進歩しているため、鉱員も鉱山技師も常に教育を受け続ける必要がある。
鉱山学の基本には、鉱物、金属、石炭の発見、抽出、前処理が含まれる。これらによる産物は、工業製品の製造および発電に使用される。鉱山技師はまた、地下坑道の掘削を監督し、抽出された鉱物を処理施設に輸送する方法を策定する。

## ギャラリー

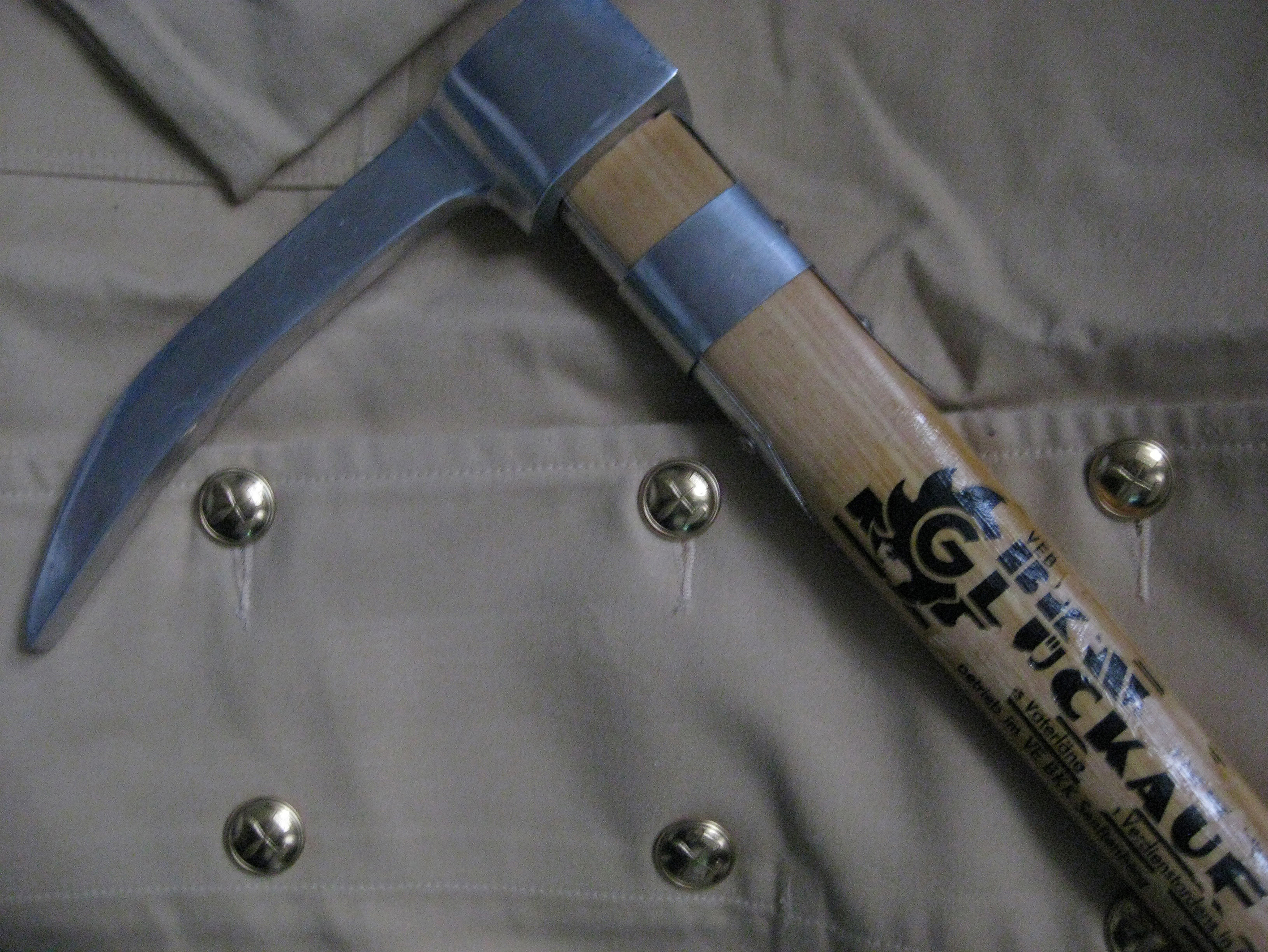
鉱山労働者の儀式用ハンマーと礼装用の制服。VEB Kombinat ゼンフテンベルク（英語版）（ 東ドイツ ）のもの
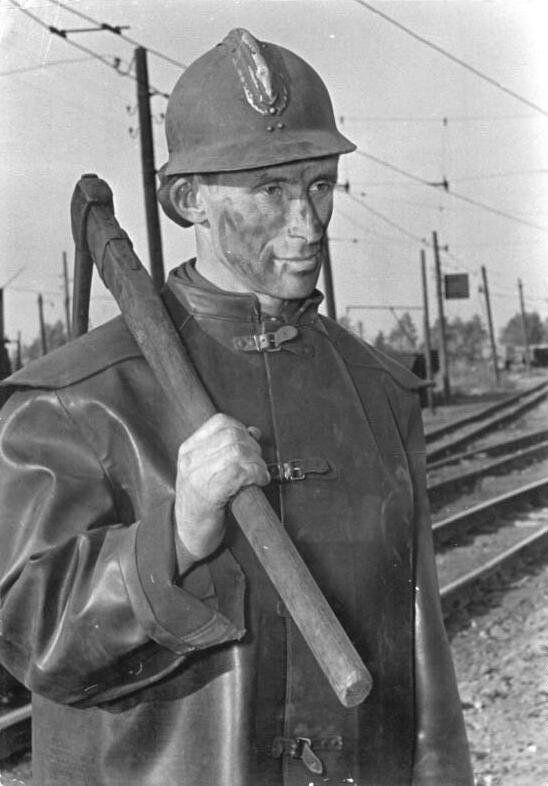
褐炭採鉱員と採鉱用つるはし。西ドイツ、1952年
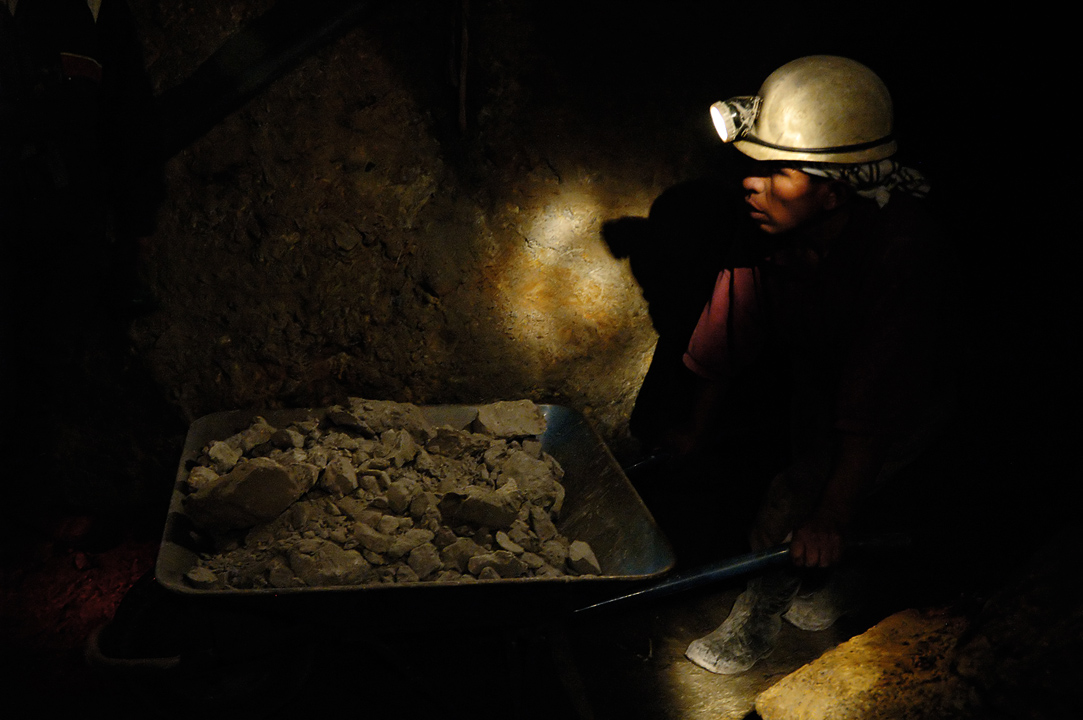
ボリビアのポトシにある「セロリコ」の鉱山の鉱山労働者。2006年
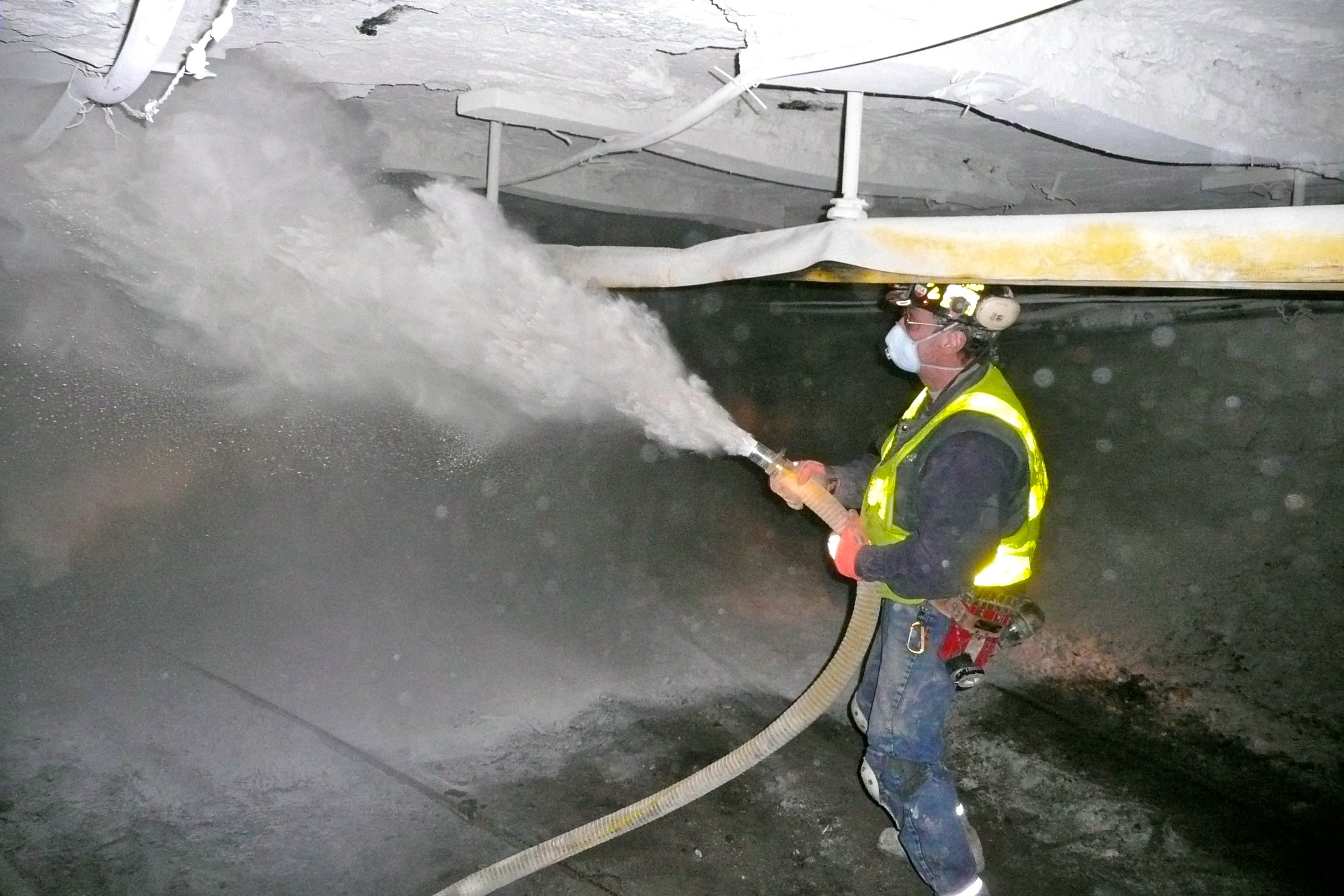
ウェストバージニア州の鉱山で防爆岩粉（英語版）を噴霧する鉱山労働者、2009年
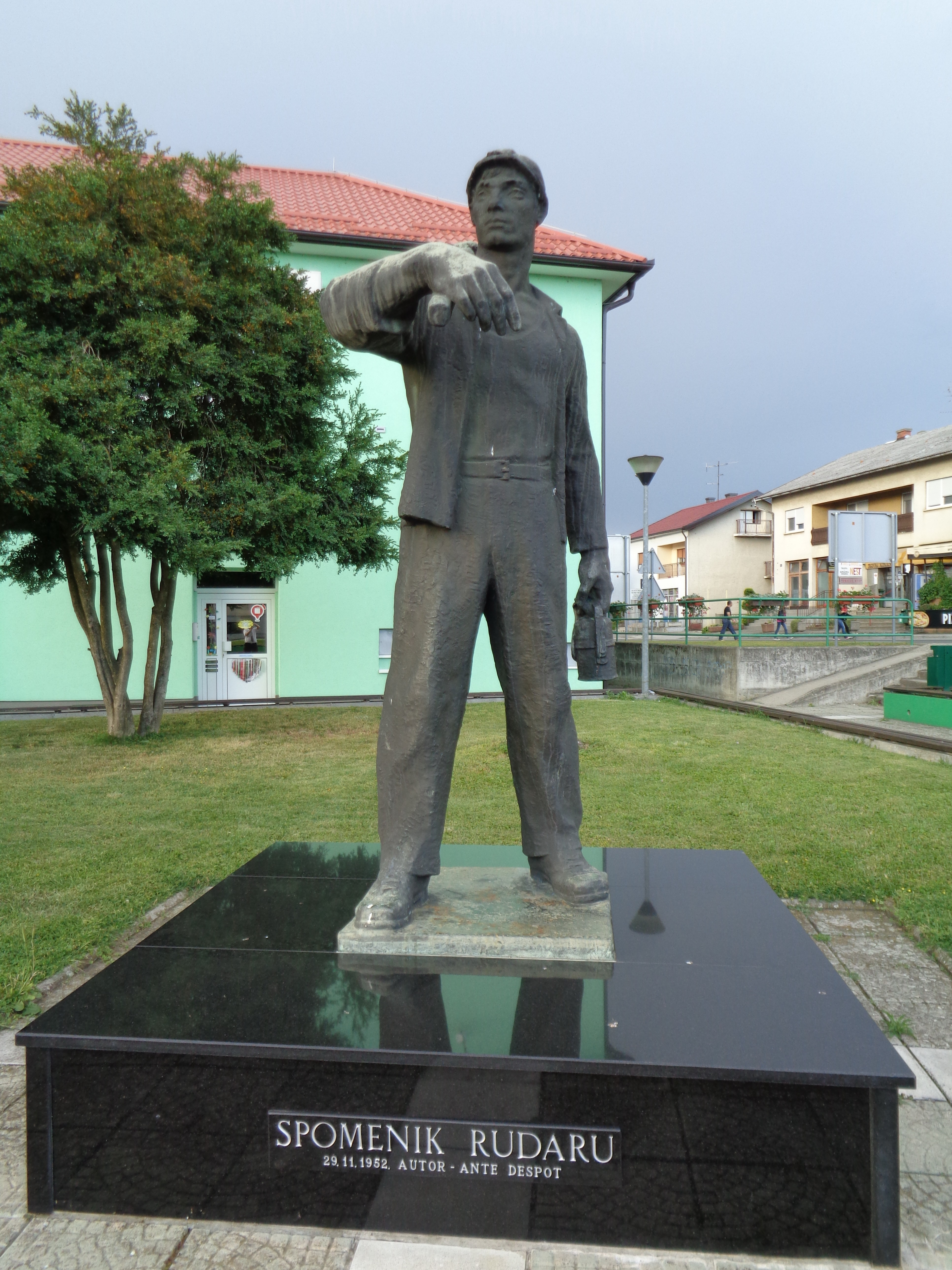
クロアチアのMursko Središćeの石炭鉱山労働者の記念碑
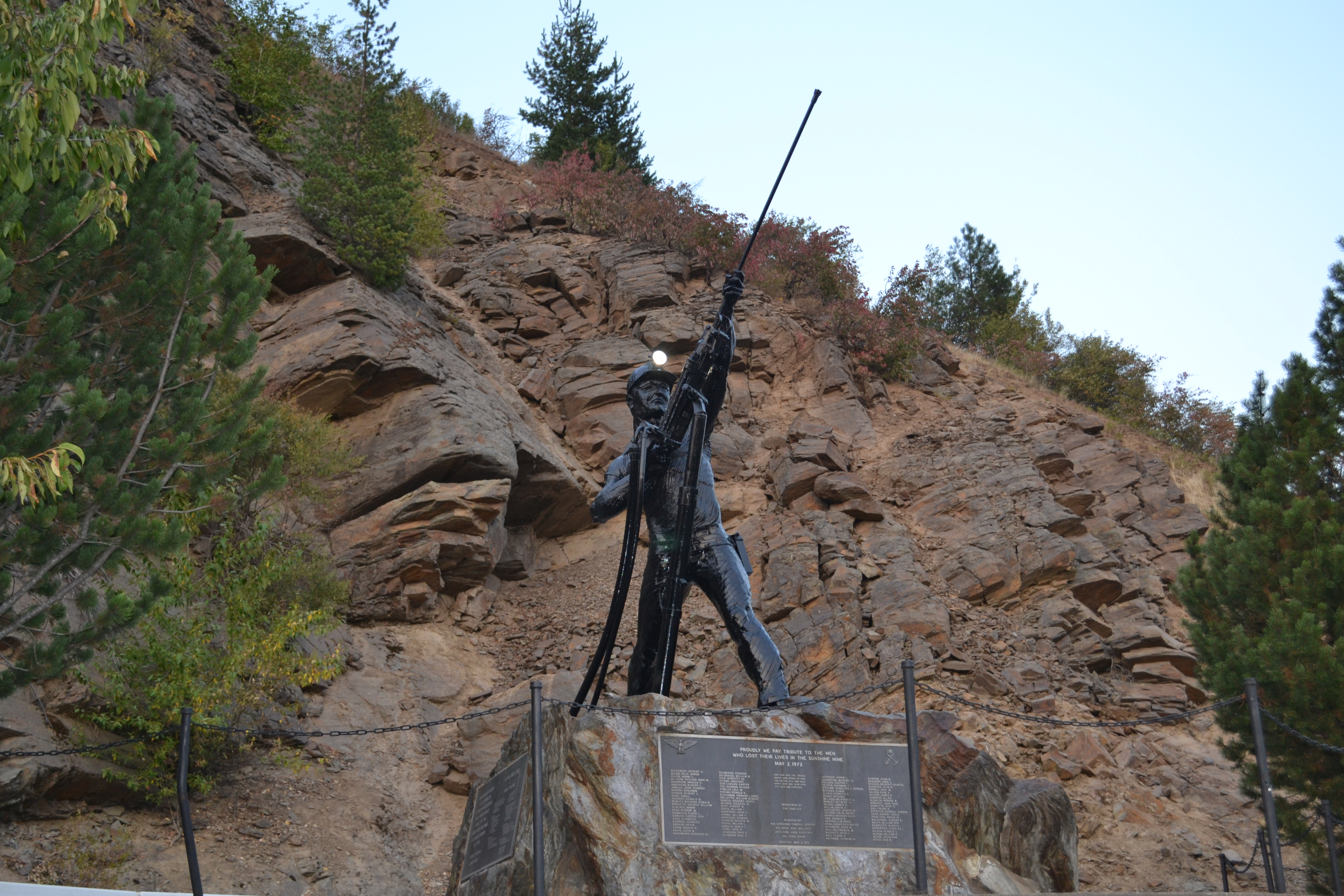
アイダホ州シルバーバレー（英語版）のサンシャイン鉱山（英語版）の記念碑

## 関連文献
- 坪井利一郎 (元別子銅山文化遺産課長) (2021年6月6日). “銅山用語 : 別子銅山を読む講座XI-2” (pdf). 新居浜市立図書館.  新居浜市. 2024年5月17日閲覧。 ※五十音順の鉱山用語集。pdf配布元は新居浜市立図書館「講座「別子銅山を読む」 : 令和3年度　講座「別子銅山を読む」ページ。